# Artin L-függvény
Az Artin L-függvény az algebrai számelmélet egyik központi objektuma, ami számtestek egy Galois-bővítésének aritmetikai tulajdonságainak összességét kódolja egy analitikus objektumban (azaz egy függvényben). A számelmélet számos fontos kérdése megfogalmazható az Artin L-függvények viselkedése, speciálisan az egyes helyeken felvett értékein keresztül. Az Artin L-függvény általánosítja a Riemann ζ-függvény, a Dedekind ζ-függvény illetve a Dirichlet L-függvény fogalmát.

## Komplex ArtinL-függvények
Legyen {\displaystyle L/K} számtestek egy Galois-bővítése, és jelölje {\displaystyle {\mathcal {O}}_{L}} illetve {\displaystyle {\mathcal {O}}_{K}} az egészek gyűrűit bennük. Legyen {\displaystyle {\mathfrak {p}}\subset {\mathcal {O}}_{K}} egy prímideál, és legyen {\displaystyle {\mathfrak {P}}\subset {\mathcal {O}}_{L}} egy {\displaystyle {\mathfrak {p}}} fölötti prím; ekkor az {\displaystyle {\mathcal {O}}_{L}/{\mathfrak {P}}} maradéktest egy véges test, az {\displaystyle {\mathcal {O}}_{K}/{\mathfrak {p}}} véges test egy Galois-bővítése. A bővítés Galois-csoportja ciklikus, és egy generátora a Frobenius-leképezés, ami az {\displaystyle {\mathcal {O}}_{L}/{\mathfrak {P}}} egy elemét {\displaystyle \mathrm {N} ({\mathfrak {P}})=\#({\mathcal {O}}_{L}/{\mathfrak {P}})}-edik hatványra emeli (ezt a kitevőt a {\displaystyle {\mathfrak {P}}} abszolút normájának nevezik).
Jelölje {\displaystyle G_{\mathfrak {P}}} illetve {\displaystyle I_{\mathfrak {P}}} a {\displaystyle {\mathfrak {P}}}-hez rendelt felbontási részcsoportot illetve inerciarészcsoportot. A {\displaystyle G_{\mathfrak {P}}/I_{\mathfrak {P}}} faktorcsoportról a maradéktestek Galois-csoportjára képző természetes leképezés egy csoportizomorfizmus, így a faktorcsoport is ciklikus, és egy generátora a jobb oldali Frobenius-leképezés ősképe, jelölje ezt {\displaystyle \mathrm {Frob} _{\mathfrak {P}}}:
{\displaystyle {\begin{aligned}G_{\mathfrak {P}}/I_{\mathfrak {P}}&\xrightarrow {\sim } \mathrm {Gal} \left({\mathcal {O}}_{L}/{\mathfrak {P}}{\bigg /}{\mathcal {O}}_{K}/{\mathfrak {p}}\right)\\\mathrm {Frob} _{\mathfrak {P}}&\mapsto \left(x\mapsto x^{\mathrm {N} ({\mathfrak {P}})}\right)\end{aligned}}}
Legyen {\displaystyle \rho :\mathrm {Gal} (L/K)\to \mathrm {GL} (V)} a Galois-csoport egy reprezentációja. Jelölje {\displaystyle V^{I_{\mathfrak {P}}}} az inerciarészcsoport alatt invariáns vektorok alterét. A {\displaystyle G_{\mathfrak {P}}/I_{\mathfrak {P}}} faktorcsoport hat a {\displaystyle V^{I_{\mathfrak {P}}}} téren, így a 
{\displaystyle \det \left(1-\mathrm {Frob} _{\mathfrak {P}}X\,|\,V^{I_{\mathrm {P} }}\right)}
karakterisztikus polinom jóldefiniált. Továbbá megmutatható, hogy ez csak a {\displaystyle {\mathfrak {p}}} prímideáltól függ, és nem műlik a {\displaystyle {\mathfrak {P}}} prím megválasztásán.
Az {\displaystyle L/K} bővítéshez és a {\displaystyle \rho } reprezentációhoz tartozó Artin L-függvényt a következő képlet definiálja:
{\displaystyle L(L/K,\rho ,s)=\prod _{\mathfrak {p}}\det \left(1-\mathrm {Frob} _{\mathfrak {P}}\mathrm {N} ({\mathfrak {P}})^{-s}\,|\,V^{I_{\mathfrak {P}}}\right)^{-1}},
ahol {\displaystyle {\mathfrak {p}}} végigfut a K prímideáljain, és s egy komplex szám {\displaystyle \Re (s)>1} valós résszel. A {\displaystyle L(L/K,\rho ,s)} jelölésben a külső L a függvényt jelöli, a belső L a számtestet; a különbséget bizonyos források tipográfiai stilizálással hangsúlyozzák. Az egyes prímekhez tartozó tényezőkre gyakran Euler-faktor néven hivatkoznak, a Riemann illetve Dedekind-féle zéta-függvények Euler-szorzatalakjával való hasonlóság miatt.
A {\displaystyle L(L/K,\rho ,s)} függvény abszolút és egyenletesen konvergens a {\displaystyle \Re (s)>1+\delta } félsíkon bármely {\displaystyle \delta >0}-ra, és meromorf kiterjeszthető az egész komplex számsíkra. Mivel a komplex reprezentációkat meghatározza a karakterük, a függvényt gyakran {\displaystyle L(L/K,\chi ,s)} jelöli, ahol {\displaystyle \chi =\mathrm {Tr} (\rho )} a {\displaystyle \rho } reprezentáció karaktere. A komplex Artin L-függvény funktoriális a testbővítésre illetve a karakterre nézve.
A triviális karakter esetében az Artin L-függvény megegyezik a K test Dedekind zéta-függvényével, és a fenti definícióban szereplő szorzat megegyezik a zétafüggvény Euler-szorzatalakjával. Bár a Dedekind zéta-függvény nem az Euler-szorzatalak mellett egy sor összegeként is definiálható, ez utóbbi tulajdonság nem terjed ki az Artin L-függvényekre.
Az osztálytestelméleten keresztül leírható az Artin L-függvények és a Hecke L-függvények közötti kapcsolat, ezen keresztül pedig az utóbbiak analitikus tulajdonságai átvihetők az Artin L-függvényekre.

## p-adikus ArtinL-függvények
Legyen p egy rögzített prímszám. A komplex Artin L-függvények p-adikus módszerekkel is tanulmányozhatók. A komplexből a p-adikus világba való átmenetet p-adikus interpolációnak nevezik. A p-adikus interpoláció alapgondolata az, hogy a fenti komplex Artin L-függvényből egy kis módosítással egy olyan függvény nyerhető, ami a p-adikusan „jól” viselkedik. Konkrétan a p prím feletti Euler-faktorok azok, amik p-adikusan „rosszul” viselkednek, ezért ezeket kell eltávolítani az Euler-szorzatból.
A p-adikus interpoláció elméletét Kubota és Leopoldt (1964) dolgozták ki a Riemann-féle zétafüggvényre. Az Artin L-függvényekre vonatkozó általánosítást Pierrette Cassou-Noguès (1979) illetve Deligne és Ribet (1980) adták meg teljesen valós számtestek bővítéseinek egydimenziós karakterei esetében. A magasabb dimenziós karakterekre vonatkozó általánosítás Greenberg (1983) munkája.
Az így kapott p-adikus Artin L-függvény {\displaystyle L_{p}(\chi ,-)} egy {\displaystyle \mathbb {Z} _{p}\to \mathbb {C} _{p}} függvény, ha {\displaystyle \chi \neq \mathbf {1} } nem a triviális karakter, és egy {\displaystyle \mathbb {Z} _{p}-\{1\}\to \mathbb {C} _{p}} függvény, ha {\displaystyle \chi =\mathbf {1} } a triviális karakter. Itt {\displaystyle \mathbb {C} _{p}} a komplex p-adikus számok testét jelöli. Ha {\displaystyle \mathbb {C} _{p}\xrightarrow {\sim } \mathbb {C} } egy (nem kanonikus) testizomorfizmus, akkor a komplex Artin L-függvényekkel való kapcsolat a következő:
{\displaystyle L_{p}(\chi ,1-n)=L(L/K,\chi \omega ^{-n},1-n)\quad \forall n\geq 1},
ahol {\displaystyle \omega } a p-adikus körosztási karakter véges része (a Teichmüller-karakter), és az egyenlőség az imént fixált testizomorfizmuson keresztül értendő. 
A fenti p-adikus L-függvények központi szereppel bírnak a számtestek Iwasawa-elméletében. Az Iwasawa-elmélet alapvető felismerése, hogy véges testbővítések külön-külön való tanulmányozása helyett gyülölcsözőbb megközelítés ilyen bővítések végtelen családjait vizsgálni. Pontosabban olyan Galois-bővítésekről van szó, amiknek a Galois-csoportja a p-adikus egészek {\displaystyle \mathbb {Z} _{p}} additív csoportjával izomorf. Ilyenkor az Iwasawa-elmélet központi sejtése – ami bizonyos esetekben bebizonyított tétel – egy kapcsolatot ír le egyrészt az egyes véges bővítésekhez kapcsolt p-adikus L-függvények, másrészt a testbővítés közbülső testjeihez rendelt osztálycsoportok között. Ennél általánosabb kontextusban is lehet Iwasawa központi sejtésekről beszélni: ezek mindig egy analitikus objektum (itt egy p-adikus L-függvényt) és egy algebrai objektum (itt az osztálycsoportok) közötti kapcsolatot írnak le.
A fenti p-adikus L-függvények mind egy-egy karakterhez vannak csatolva. Ritter és Weiss (2004) bevezettek egy úgynevezett ekvivariáns p-adikus Artin L-függvényt, ami egy adott bővítés Galois-csoportjának összes karakterét egyszerre kezeli. Ezekkel az objektumokkal az ekvivariáns Iwasawa-elmélet foglalkozik.

## Artin-sejtések
A komplex Artin L-függvények a priori meromorfak a komplex számsíkon, így természetesen merül fel a kérdés, hogy milyen szingularitásokkal bírnak. Ha {\displaystyle \chi =\mathbf {1} } a triviális karakter, akkor {\displaystyle L(L/K,\mathbf {1} ,s)=\zeta _{K}(s)} a Dedekind-féle zéta-függvény: ennek egyszeres pólusa van {\displaystyle s=1}-nél, és mindenütt másutt holomorf. Az Artin-sejtés azt mondja ki, hogy ha {\displaystyle \chi \neq \mathbf {1} } nem a triviális karakter, akkor {\displaystyle L(L/K,\rho ,s)} egész függvény. Az Artin-sejtés bizonyítva van abban az esetben, amikor az L/K bővítés Galois-csoportja Abel-csoport. Nem Abel-csoportokra a az Artin-sejtés nyitott probléma.
Ha {\displaystyle \chi } egy lineáris karakter, akkor Cassou-Noguès és Deligne–Ribet munkájából következik, hogy a p-adikus Artin L-függvény kifejezhető egy {\displaystyle G_{\chi }(T)/H_{\chi }(T)} hányadosként. Itt {\displaystyle G_{\chi }(T)\in {\mathcal {O}}_{\mathbb {Q} _{p}(\chi )}[[T]]} egy {\displaystyle {\mathcal {O}}_{\mathbb {Q} _{p}(\chi )}} fölötti formális hatványsor, ahol {\displaystyle {\mathcal {O}}_{\mathbb {Q} _{p}(\chi )}} azon {\displaystyle \mathbb {Q} _{p}(\chi )} test egészeinek gyűrűje, ami {\displaystyle \mathbb {Q} _{p}}-ből {\displaystyle \chi } értékeinek adjungálásával jön létre. A {\displaystyle H_{\chi }(T)\in {\mathcal {O}}_{\mathbb {Q} _{p}(\chi )}[T]} nevező pedig egy explicit leírható legfeljebb elsőfokú polinom. Greenberg magasabb dimenziós karakterekre való kiterjesztésében ez az eredmény annyiban változik, hogy ilyenkor {\displaystyle G_{\chi }(T)\in \mathrm {Quot} ({\mathcal {O}}_{\mathbb {Q} _{p}(\chi )}[[T]])} két hatványsor hányadosa: ez a Greenberg által alkalmazott Brauer-féle indukciós módszer velejárója. A Greenberg által megfogalmazott p-adikus Artin-sejtés erről a {\displaystyle G_{\chi }(T)} hányadosról szól. Greenberg két sejtést tett:
1. {\displaystyle G_{\chi }(T)\in \mathbb {Z} _{p}[[T]]\otimes _{\mathbb {Z} _{p}}\mathbb {C} _{p}};
2. {\displaystyle G_{\chi }(T)\in {\mathcal {O}}_{\mathbb {Q} _{p}(\chi )}[[T]]}

Greenberg megmutatta, hogy az első sejtés következik az Iwasawa központi sejtésből, amit ebben a kontextusban végül Wiles (1990) bizonyított be: ezzel az első sejtés is bizonyítva lett. A második, erősebb sejtést Ritter–Weiss (2004) igazolta.